# René Laurentin
El padre René Laurentin (Tours, Francia; 19 de octubre de 1917-París, 10 de septiembre de 2017) fue un teólogo francés, exégeta de las apariciones de Lourdes.

## Biografía
Tras finalizar sus estudios secundarios en el Instituto de Sainte Marie de Chole, ingresó en el Seminario de París y en el Instituto Católico en octubre de 1934, a los 17 años de edad, para estudiar filosofía, especializándose en Santo Tomás de Aquino. En 1938 se licenció en Filosofía por la Universidad de París. Mientras estudiaba teología, fue llamado a servir en el ejército francés. Capturado, fue hecho prisionero de guerra por el ejército alemán, entre 1940 y 1945, donde dio clases de hebreo a sus compañeros. Una vez puesto en libertad, recibió las condecoraciones de la Cruz de Guerra y la Legión de Honor.
En julio de 1946 obtuvo su licenciatura en teología y fue ordenado sacerdote el 8 de diciembre de 1946 en París. En esta materia, obtuvo dos doctorados, uno en la Universidad de la Sorbona, en Mariología, en 1952, y el otro en 1953.
Pierre-Marie Théas, obispo de Tarbes y Lourdes le alentó a escribir la historia definitiva de las dieciocho apariciones de la Virgen en Lourdes, ocurridas entre febrero y julio de 1858. "Lourdes sólo necesita la verdad", con esta idea, René examinó toda la documentación disponible -los diarios del comisario que interrogó a Bernadette Soubirous y las declaraciones de la vidente-. Con esa información entre 1957 y 1966 escribió siete volúmenes "Lourdes, los documentos auténticos de las apariciones".
En octubre de 1955 fue nombrado profesor de Teología católica en la Universidad de Angers. Posteriormente llegaría a ser catedrático. Allí enseñó mariología a los franciscanos. Nombrado vicepresidente de la Sociedad de Estudios Franceses de María en 1962, ese mismo año fue nombrado perito experto en el Concilio Vaticano II. Anteriormente, en 1960 había sido nombrado asesor de las comisiones preparatorias. A él se debe la mayor parte de la doctrina mariana recogida en la Constitución Dogmática del Concilio Vaticano II. También durante este tiempo estudió varias apariciones y trabajó como corresponsal del diario francés Le Figaro, donde escribió numerosos artículos y editoriales entre 1963 y 1972, relacionados con el Concilio Vaticano II y los diversos Sínodos [cita requerida].
El padre Laurentin ha sido profesor invitado en numerosas universidades, tanto en la Estados Unidos y Europa, incluida sus estancias estivales en la Universidad de Dayton (Ohio) como profesor visitante durante más de veinte años, y en la Universidad de Marymount (Washington D. C.) También fue miembro de la Facultad de Teología de la Universidad de Florencia y Universidad de Milán. Además, ha aparecido internacionalmente en radio y televisión en Francia, Estados Unidos, Alemania, Argentina, Canadá, Italia, Polonia, Suiza, la Unión Soviética y Venezuela. Escribió más de 160 libros y más de 2000 artículos, sobre todo para el diario Le Figaro y la revista Chrétien.

## Obras

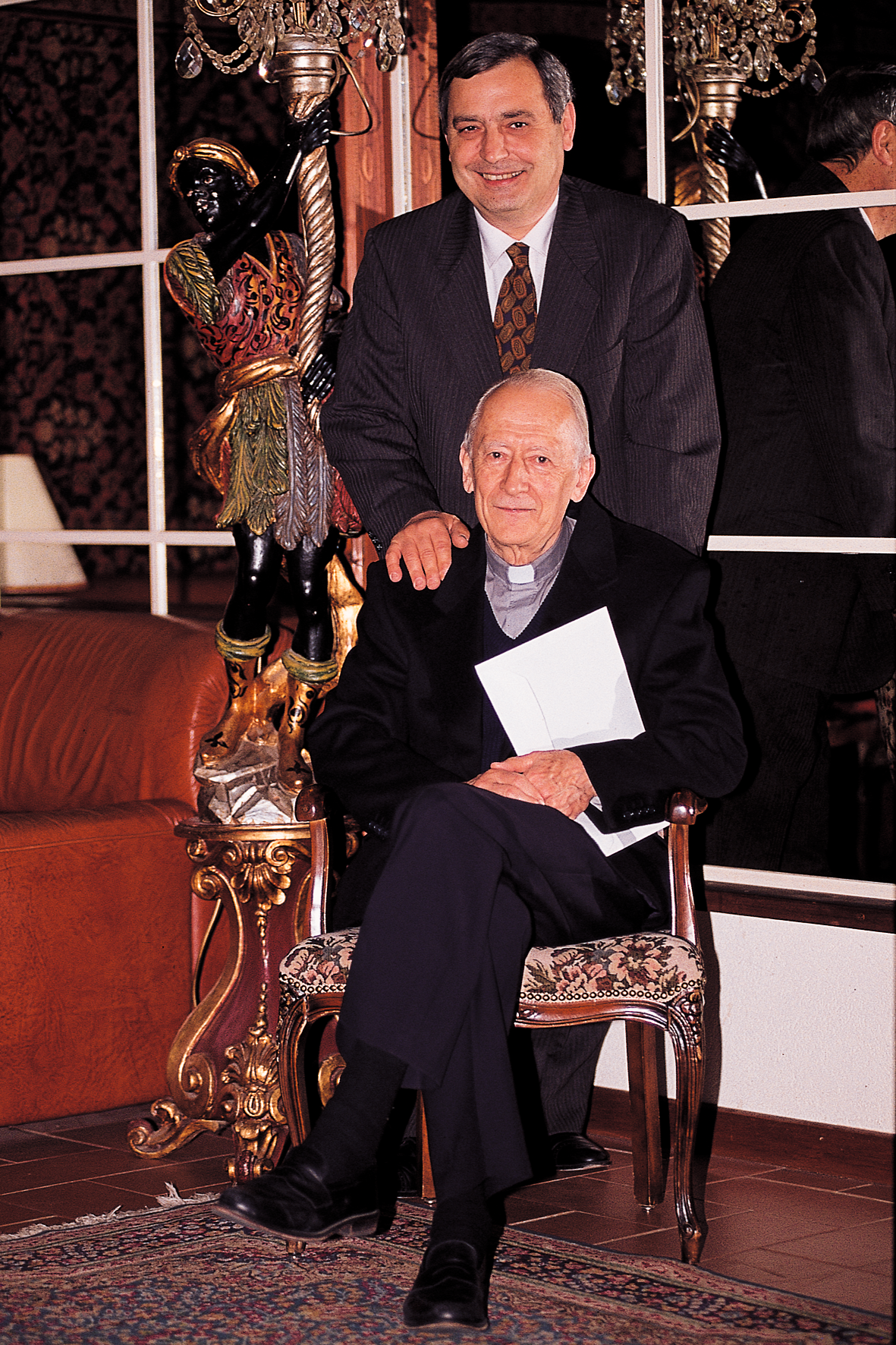
Vittorio Messori con René Laurentin.

El padre Laurentin escribió cerca de 160 libros.

### Obras de Mariología
- Le titre de corédemptrice, étude historique Éditions Lethielleux (1951)
- Iconographie du sacerdoce de la Vierge, Thèse secondaire de doctorat ès lettres - inédit (1952)
- Marie, l'Église et le sacerdoce : I Étude historique - II Étude théologique - Éditions Lethielleux (1953)
- Court traité sur la Vierge Marie - Éditions Lethielleux (1953)
- Notre Dame et la messe - Éditions Desclée de Brouwer (1954)
- Le mystère de la naissance virginale - Tirage privé (1955)
- La question mariale - Éditions du Seuil (1963)
- Marie, Mère du Seigneur - Éd. Desclée (1984)
- Vie de Marie - Éd. FX de Guibert (1987)
- Une année de grâce avec Marie - Éd. Fayard (1987)
- Je vous salue Marie - Éd. Desclée de Brouwer (1988)
- Le vœu de Louis XIII - Éd. FX de Guibert (1988)
- Un avent avec Marie vers l'an 2000 - Éd. Fayard (1990)
- Retour à Dieu avec Marie : de la sécularisation à la consécration - Éd. FX de Guibert (1991)
- Lire la bible avec Marie - Éd. FX de Guibert (1993)
- Marie, clé du mystère chrétien - Éd. Fayard (1994)
- Vie authentique de Marie - L’Œuvre Éditions (2008)

### Libros sobre las apariciones
General
- Multiplication des apparitions de la Vierge aujourd'hui. Est-ce elle ? - Éd. Fayard (1988, augmenté en 1996)
- Dictionnaire des apparitions de la Vierge Marie, avec Patrick Sbalchiero - Éd. Fayard (2007).

Lourdes
- Sens de Lourdes - Éd. Lethielleux (1955)
- Lourdes : documents authentiques 7 volumes - Éd. Lethielleux (1957-1966) En collab. avec Dom B. Billet à partir du t. 2
- Bernadette raconte les apparitions - Éd. Lethielleux (1958)
- Lourdes, l'Église et la science - Éditions Albin Michel (1958)
- Messages de Lourdes - Éditions Bonne Presse (1958)
- Lourdes, histoire authentique des apparitions 6 vol. Éditions Lethielleux (1961-1964)
- Lourdes, pèlerinage pour notre temps - Éd. du Chalet (1977)
- Lourdes, récit authentique des apparitions, (2002)

Medjugorje
- La Vierge apparaît-elle à Medjugorje ? - Éd. FX de Guibert (1984 et 1990, livre bilan augmenté)
- Dernieres nouvelles de Medjugorje, série de 17 volumes - Éd. FX de Guibert (1984-1998)
- Études médicales et scientifiques sur Medjugorje - Éd. FX de Guibert (1984 et 1998)
- Medjugorje - Récit et chronologie des apparitions - Éd. FX de Guibert (1986)
- Apparitions de la Vierge à Medjugorje, où est la vérité - Éd. du Berger (1987)
- Message et pédagogie de Marie à Medjugorje. Corpus chronologique des messages - Éd. FX de Guibert (1990)

Argentina
- San Nicolas en Argentine : des apparitions assumées par l'Église - Éd. FX de Guibert (1990)
- ¿Se aparece la Virgen en Salta? - Éd. Bonum (2011)
- Génesis de Salta - Éd. Bonum (2013)
- Antecedentes de las apariciones de Salta - Éd. Mundo (2014)

Otros
- Pontmain, histoire authentique 3 vol. - Apostolat des éditions (1970)
- Miracle à El Paso - Éd. Desclée de Brouwer (1981)
- El Paso : le miracle continue - Éd. Desclée de Brouwer (1988)
- Scottsdale: Messages du Christ et de Marie à une paroisse des États-Unis - Éd. FX de Guibert (1993)
- Le secret de La Salette, avec M. Corteville - Éd. Fayard (2002)

### Obras de exégesis y teología
- Structure et théologie de Luc 2 tomes - Éditions Gabalda (1957)
- Jésus et le Temple - Éditions Gabalda (1966)
- Jésus-Christ présent - Éd. Desclée de Brouwer (1980)
- Qu'est-ce-que l'Eucharistie ? - Éd. Desclée de Brouwer (1981)
- Les Évangiles de l'enfance - Paris, Éditions Desclée, 630 p. (1982) - ISBN 2-71890-229-9
- Les Évangiles de Noël - Paris Éd. Desclée, 235 p. (1985)- ISBN 2-71890-287-6 - (augmenté en 1999) - 270 p. - ISBN 2-71890-709-6
- L'année sainte - Éd. FX de Guibert (1983)
- Les routes de Dieu - Éd. FX de Guibert (1983)
- Comment réconcilier l'exégèse et la foi - Éd. FX de Guibert (1984)
- Comment prier - Éd. Desclée (1992)
- Dieu existe, en voici les preuves - Éd. Brechant (1993)
- Le Démon, mythe ou réalité - Éd. Fayard (1996)
- Vie authentique de Jésus-Christ - Éd. Fayard (1996)
- L’Esprit Saint - 1. Cet Inconnu, découvrir son expérience et sa personne - Éd. Fayard, (1997)
- L’Esprit Saint - 2. Source de vie : Les beaux textes - Éd. Fayard, (1998)
- Au-delà de la mort du Père, Dieu Notre Père - Éd. Fayard (1998)
- Traité de la Trinité - Éd. Fayard (1999)
- La Trinité, mystère et lumière - Éd. Fayard (1999)
- Traité sur la Trinité. Principe, modèle et terme de tout amour - Éd. Fayard (2001)
- Nouveau Diatessaron - Les quatre évangiles en un seul - Éd. Fayard (2002)

### Libros sobre la Iglesia
- L'enjeu du Concile, bilan des quatre sessions et bilan général 5 vol. - Éditions du Seuil (1963 à 1966)
- Enjeu et bilan du Synode 4 vol. - Éditions du Seuil (1966 à 1970)
- L'Église et les juifs à Vatican II - Éditions Catermann (1967)
- Nouveaux ministères et fin du clergé devant le 3e Synode (1971)
- Crise et promesses d'Église aux États-Unis - Apostolat des éditions (1971)
- Réorientation de l'Église après le Synode - Éd. du Seuil (1972)
- Renaissance des Églises locales : Israël (1973)
- L'Église a-t-elle trahi ? Verse et controverse - Dialogues avec Jean Fourastié - Éditions Beauchesne (1974)
- Pentecôtisme chez les catholiques - Éditions Beauchesne (1974)
- L'Évangélisation après le quatrième Synode - Éd. du Seuil (1975)
- 20 ans après le Concile : un synode extraordinaire - Éd. FX de Guibert (1984)
- Église qui vient : Au-delà des crises - Éd. Desclée (1989)

### Puntos de vista sobre la sociedad
- Flashes sur l'Amérique latine - Éditions du Seuil (1966)
- Dieu est-il mort ? - Apostolat des éditions (1968)
- Développement et Salut - Éditions du Seuil (1969)
- Nouvelles dimensions de la charité - Apostolat des éditions (1970)
- Nouvelles dimensions de l'espérance - Éditions du Cerf (1972)
- Flashes sur l'Extrême-Orient - Éd. du Seuil (1972)
- Israël - Éd. du Seuil (1973)
- Chine et christianisme - Éd. Desclée de Brouwer (1977)
- Les chrétiens détonateurs des libérations à l'Est - Éd. FX de Guibert (1991)
- Comment Marie leur a rendu la liberté - Éd. FX de Guibert (1991)

### Vidas de santos y místicos
Bernadette Soubirous
- Logia de Bernadette 3 vol. - Apostolat des éditions (1971)
- Bernadette vous parle 2 tomes - Apostolat des éditions (1972)
- Visage de Bernadette 2 volumes - Éd. Letheilleux (1978)
- Vie de Bernadette - Éd. DDB : Livre de poche - Livre Cadeau - Livre pour jeunes (1978 et 1979),
- Petite vie de Bernadette - Éd. Desclée de Brouwer (1987)

Thérèse de Lisieux
- Thérèse de Lisieux : Mythe et réalité - Éditions Beauchesne (1972)
- Thérèse de Lisieux : Verse et controverse - Dialogues avec J.F. Six - Éditions Beauchesne (1973)

Catherine Labouré
- Catherine Labouré et la médaille miraculeuse. Documents authentiques - Éd. Letheilleux (1976)
- Procès de Catherine Labouré. Documents authentiques - Éd. Letheilleux (1978)
- Vie authentique de Catherine Labouré 2 volumes - Éd. DDB - Livre de poche racontée à tous (1980 et 1981)
- Petite vie de Catherine Labouré - Éd. Desclée de Brouwer (1988)

Alphonse Marie Ratisbonne
- Alphonse Ratisbonne : vie authentique - 1. La jeunesse 2 volumes - Éd. FX de Guibert (1980)
- Alphonse Ratisbonne : vie authentique - 2. L'apparition à Alphonse de Ratisbonne 2 volumes - Éd. FX de Guibert (1993)

Mère Yvonne-Aimée de Malestroit
- Un amour extraordinaire : Yvonne-Aimée de Malestroit - Éd. FX de Guibert (1985)
- Prédictions de Mère Yvonne-Aimée de Malestroit : cas unique de vérification scientifique - Éd. FX de Guibert (1987)
- Écrits spirituels de Mère Yvonne-Aimée de Malestroit - Éd. FX de Guibert (1987)
- Yvonne-Aimée : priorité aux pauvres en zone rouge et dans la Résistance - Éd. FX de Guibert (1988)
- Stigmates de Mère Yvonne-Aimée - Éd. FX de Guibert (1988)
- Formation spirituelle et discernement chez Mère Yvonne-Aimée de Malestroit - Éd. FX de Guibert (1990)
- Bilocations de Mère Yvonne-Aimée - Éd. FX de Guibert (1990)
- L'amour plus fort que la souffrance. Dossier médical d'Yvonne-Aimée, en collaboration avec le Docteur Mahéo - Éd. FX de Guibert (1993)
- Biographie de sœur Yvonne-Aimée : 1. La sainte enfance - Éd. FX de Guibert (1998)
- Biographie de sœur Yvonne-Aimée : 2. L'essor mystique - Éd. FX de Guibert (1999)
- Biographie de sœur Yvonne-Aimée : 3. Premiers pas dans la vie religieuse et mort manquée - Éd. FX de Guibert (2000)
- Biographie de sœur Yvonne-Aimée : 4. La grande épreuve et les gloires - Éd. FX de Guibert (2001)

Grignon de Montfort
- Dieu est ma seule tendresse : Grignon de Montfort - Éd. FX de Guibert (1994) avec édition critique du secret (1996)
- Petite vie de Grignon de Montfort - Éd. Desclée de Brouwer (1996)

Vassula Ryden
- Quand Dieu fait signe. Réponse aux objections contre Vassula - Éd. FX de Guibert (1993)
- Qui est Vassula ? - Éd. FX de Guibert (1995)

Maria Valtorta
- Dictionnaire des personnages de l'Évangile, selon Maria Valtorta, avec François-Michel Debroise et Jean-François Lavère - Éd. Salvator (2012)

Otros
- Petite vie de saint Pierre - Éd. Desclée de Brouwer (1992)
- Petite vie de Jean-Baptiste - Éd. Desclée de Brouwer (1993)
- Petite vie de Marie-Louis Trichet - Éd. Desclée de Brouwer (1993)
- La passion de Madame R. Édition du journal d'une mystique - Éd. Plon (1993)
- Marie Deluil-Martiny - Précurseur et martyre - Béatifiée par Jean-Paul II - Éd. Fayard (2003)
- La vie de Marie d'après les révélations des mystiques : Que faut-il en penser ?, avec François-Michel Debroise - Presses de la Renaissance (2011)

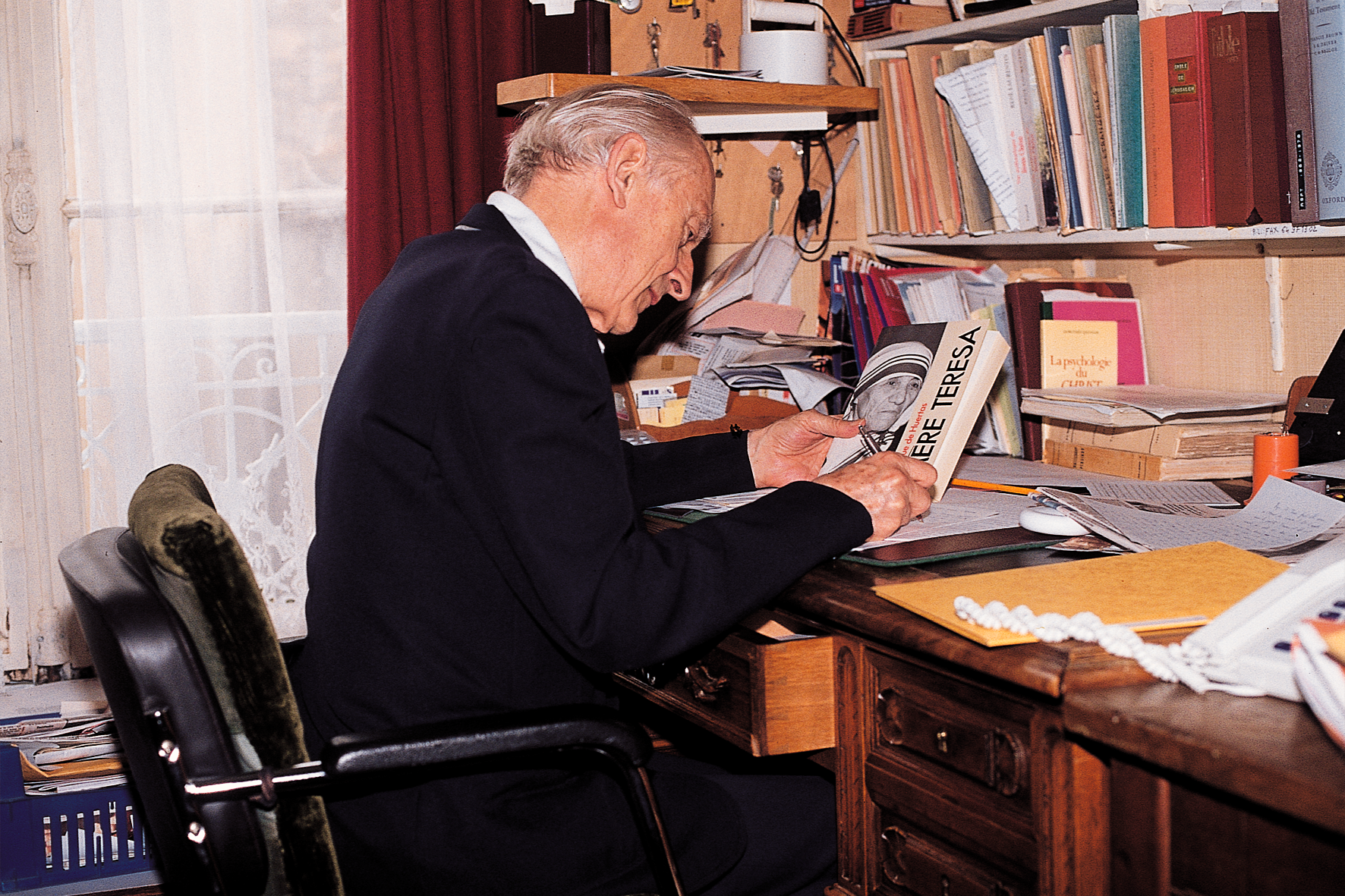
René Laurentin